# Wellsboro
Wellsboro är en kommun (borough) och administrativ huvud ort (county seat) i Tioga County i delstaten Pennsylvania, USA. Orten har fått sitt namn efter familjen Wells som hörde till Wellsboros grundare. Kväkaren Mary Wells har hedrats med en bronsstaty och enligt traditionen är det hon som är upphovet till ortnamnet. Vissa historiker anser att namnet kan ha varit efter hennes bror William Wells men det råder enighet om vilken familj som avses med namnet.